# Альпийско-Адриатический университет Клагенфурта
Альпийско-Адриатический университет Клагенфурта — австрийский высший государственный университет и исследовательский центр в Каринтии. Главный корпус находится в Клагенфурте с филиалами в наибольших городах Австрии: Вене и Граце. Университет был основан в 1970 году.

## Факультеты и институты

### Факультет гуманитарных наук
- Институт английских и американских исследований
- Институт образования и развития человека
- Институт немецких исследований
- Институт дидактики немецкого языка
- Институт медиа и коммуникационных исследований
- Институт истории
- Институт философии
- Институт психологии
- Институт романистики
- Институт славистики

### Факультет управления и экономики
- Институт географии и региональных исследований
- Институт финансового менеджмента
- Институт правовых исследований
- Институт социологии
- Институт управления бизнесом
- Институт экономики
- Институт инновационного менеджмента и предпринимательства
- Институт государственного управления бизнесом
- Институт производства, логистики и управления окружающей средой

### Факультет технологий
- Институт прикладной информатики
- Институт информационных систем
- Институт информационных технологий
- Институт интеллектуальных систем и технологий
- Институт математики
- Институт статистики
- Институт сетевых и встраиваемых систем

### Факультет междисциплинарных исследований
- Институт исследовательских вмешательств и культурной устойчивости
- Институт социальной экологии
- Институт научно-технических исследований
- Институт научных коммуникаций
- Институт паллиативной помощи и организационной этики
- Институт по организационному развитию и групповой динамике
- Центр исследований проблем мира и воспитания в духе мира